# Protektorat
Protektorat betecknar i statsrättslig mening att en skyddsmakt utövar kontroll över en annan stat, som därmed har avstått delar av sin suveränitet. Protektorat är i huvudsak en historisk term. Efter första världskrigets slut har få nya protektorat inrättats, då de ansetts strida mot folkrätten.
Graden av kontroll kunde variera från beskydd av en stat som inte själv kunde försvara sitt territorium mot yttre hot; till att vara en omskrivning för annektering. Formellt grundades protektorat i allmänhet på fördrag, dock sällan frivilligt och mellan jämbördiga parter. Flertalet protektorat var inordnade i kolonialmakternas imperier. Ofta användes beteckningen för att markera att protektoratets status ansågs mer eller mindre tillfällig. Efter Berlinkonferensen 1884-1885 om uppdelningen av Afrika, användes termen för att reservera vad som ingick i kolonialmakternas intressesfärer, utan att någon ockupation nödvändigtvis ägde rum.

## Historiska protektorat
Under antiken kom ett flertal områden att tjäna protektorat åt stormakter som Persiska riket och Romarriket. Spanien, utom de nordligaste delarna fungerade länge som ett karthagiskt protektorat. Storbritanniens första protektorat inrättades vid freden i Paris 1815. För att begränsa Österrikes kontroll över Adriatiska havet tilldelades Storbritannien Joniska öarna, som behölls till 1863. Storbritannien var sist bland kolonialmakterna att avskaffa sina protektorat, inte förrän 1984 avvecklades det allra sista då sultanatet Brunei på Borneo blev suveränt, efter att ha kontrollerats av Storbritannien sedan 1888. Dessförinnan ägde en rad avvecklingar rum runt 1970, däribland Trucial Oman eller Trucial States vid Persiska viken som fick självständighet 1971: Emiraten i Förenade arabemiraten hade blivit protektorat ett i sänder mellan 1820 och 1892; Bahrain från 1861 samt Qatar från 1916.
Kungadömet Bhutan var brittiskt protektorat under Brittiska Indien 1865-1947, varefter det självständiga Indien övertog rollen som skyddsmakt till 1971.
Frankrike betecknade en stor del av sina kolonier som protektorat, nämligen de som hade någon form av lokal autonomi eller traditionellt styre. Ett av dessa var Wallis- och Futunaöarna vars status 1961 ändrades till utomeuropeiskt territorium efter en folkomröstning. Ett annat var Franska Polynesien som fick samma status 1958. Det sista av de som avvecklades helt var Marocko som stod under fransk kontroll 1912–1956.
Tyskland betecknade sina kolonier som protektorat (Schutzgebiet), oavsett om de hade någon form av självstyre eller inte. När Tyskland i mars 1939 annekterade Böhmen-Mähren och samtidigt gjorde Slovakien till en lydstat, användes beteckningen protektorat som förevändning. Liknande förhållande gällde för Italiens lydrike Storalbanien 1941–1943 (Albanien, Kosovo, Montenegro och delar av Nordmakedonien), liksom för Japans styre över Manchukuo (Manchuriet) 1932–1945.
Furstendömena Moldova och Valakiet (tillsammans de s.k. Donaufurstendömena) var ryska protektorat 1829–1856, varefter de stod under internationellt beskydd till 1878 då de förenades till kungadömet Rumänien. Andra ryska protektorat var emiratet Buchara och khanatet Chiva i Uzbekistan 1868–1920.
Furstendömet Monaco har växlat mellan flera skyddsmakter genom historien: Spanien 1542–1641, Frankrike 1641–1793, och Sardinien 1815–1861.
Efter Berlinkongressen 1878 blev Bosnien och Hercegovina Österrike-Ungerns protektorat till 1908 då det införlivades.
Egypten blev brittiskt protektorat under första världskriget 1914, men fick formell självständighet redan 1922. Storbritanniens inflytande kvarstod dock då de behöll Kanalzonen till 1952.
Efter att Nationernas förbund bildats 1920 delade första världskrigets segrarmakter Osmanska rikets förlorade territorier samt Tysklands före detta kolonier mellan sig. Då med den nya beteckningen mandat.
Saarland som tidigare varit delat mellan den preussiska Rhenprovinsen och Pfalz, blev 1919 Frankrikes mandat tills det återförenades med Tyskland efter en ifrågasatt folkomröstning 1935. Efter andra världskriget återtog Frankrike kontrollen och inrättade 1947 Saarprotektoratet. 1956 blev det en del av Västtyskland.
1919 upprättades Danzig (polska Gdańsk, i Västpreussen/Pommerellen, nuvarande Pommerns vojvodskap i Polen) som fri stad under beskydd av Nationernas förbund (Die freie Stadt Danzig). Då Tyskland i september 1939 invaderade Polen blev Danzig genast annekterat.
Efter andra världskriget övergick de tidigare NF-mandaten till FN-mandat under överinseende av FN:s förvaltarskapsråd. Samtidigt utökades mandaten med Italiens afrikanska kolonier och Japans besittningar i Stilla havet.
Marshallöarna, Mikronesiska federationen, Nordmarianerna och Palau utgjorde från 1947 förvaltarskapsområdet US Trust Territory of the Pacific Islands. Nordmarianerna blev 1975 ett av USA:s samväldesterritorier, medan de tre övriga sedan 1986, 1982 respektive 1994 är fullt suveräna men fortsatt associerade med USA.

## Nutida protektorat
Efter andra världskriget har inga nya protektorat inrättats och sedan 1984 har termen fallit ur bruk.
Efter kalla krigets slut 1989–1991 har det s.k. internationella samfundet ingripit som skyddsmakt vid flera interna konflikter, efter resolutioner av FN. Nämnas kan det kurdiska självstyret i Irak från 1991, Bosnien och Hercegovina från 1995 och Afghanistan från 2001. Särskilt kan Kosovos ställning från 1999 liknas vid ett protektorat då området även administrerats av UNMIK.